# Уличка
Уличка (укр. Уличка) — правый приток реки Знобовка, протекающий по Середино-Будскому району Сумской области Украины. Частично образует границу с Россией (Суземский район, Брянская область).

## География
Длина — 37 км. Площадь водосборного бассейна — 220 км². Русло реки в нижнем течении (село Улица) находится на высоте 135,0 м над уровнем моря, в среднем течении (севернее села Новая Гута) — 153,4 м, в верхнем течении (севернее села Хлебороб) — 170,3 м.
Долина трапециевидная. Правые берега выше и круче. Русло слаборазвитое, в среднем течении небольшой участок урегулирован.
Река течёт с юго-востока на северо-запад, затем в среднем течении (село Старая Гута) поворачивает на запад. Река берёт начало в урочище Липов Рог, что между сёлами Хлебороб и Заречное (Середино-Будский район) в нескольких километрах от государственной границы с Россией. Впадает в реку Знобовка северо-западнее села Карпеченково (Середино-Будский район) у государственной границы с Россией.
На реке нет крупных прудов. В пойме реки (кроме верхнего течения) местами присутствуют заболоченные участки с луговой растительностью. В верхнем течении река протекает по государственной границе с Россией. В среднем и нижнем течении реку окружает или примыкает после водно-болотных угодий сосновые и сосново-берёзовые леса. Севернее нижнего течения реки расположен Деснянско-Старогутский национальный природный парк, и включает в себя приустьевый участок реки. Крупных притоков у реки нет.

## Населённые пункты
Населённые пункты на реке от истока к устью (кроме одного, все в Середино-Будском районе): Хлебороб, Винторовка, Улица (Брянская область), Полянка, Гаврилова Слобода, Новая Гута, Старая Гута, Василевка, Белоусовка, Улица.